# 아마존 표준 식별 번호
아마존 표준 식별 번호(영어: Amazon Standard Identification Number)는 아마존닷컴에서 자신들의 상품에 부여하는 고유 식별자이다. 10자리의 영숫자 조합으로 되어 있다.
책의 경우 국제 표준 도서 번호(ISBN)과 동일한 ASIN을 부여받는다. 킨들 전용의 도서의 경우 같지 않다. 대부분의 경우 ASIN을 관련된 국제 상품 번호(EAN)으로 바꾸는 것이 가능하다.